# Chợ gạo Bà Đắc
Chợ gạo Bà Đắc là một khu chợ ở ấp An Thiện, xã An Cư, huyện Cái Bè, tỉnh Tiền Giang, đây là chợ gạo lớn nhất đồng bằng sông Cửu Long. Chợ giao dịch hơn 2 triệu tấn gạo mỗi năm.

## Vị trí
Chợ Bà Đắc nằm dọc theo Quốc lộ 1, điểm đầu là cầu Bà Đắc, điểm cuối là cầu An Cư, thuộc địa bàn xã An Cư, huyện Cái Bè. Chợ nằm phía sau sông An Cư, chạy dài 1.500m. Vị trí chợ thuận lợi kết hợp mua bán, vận chuyển đường sông lẫn đường thủy.

## Lịch sử

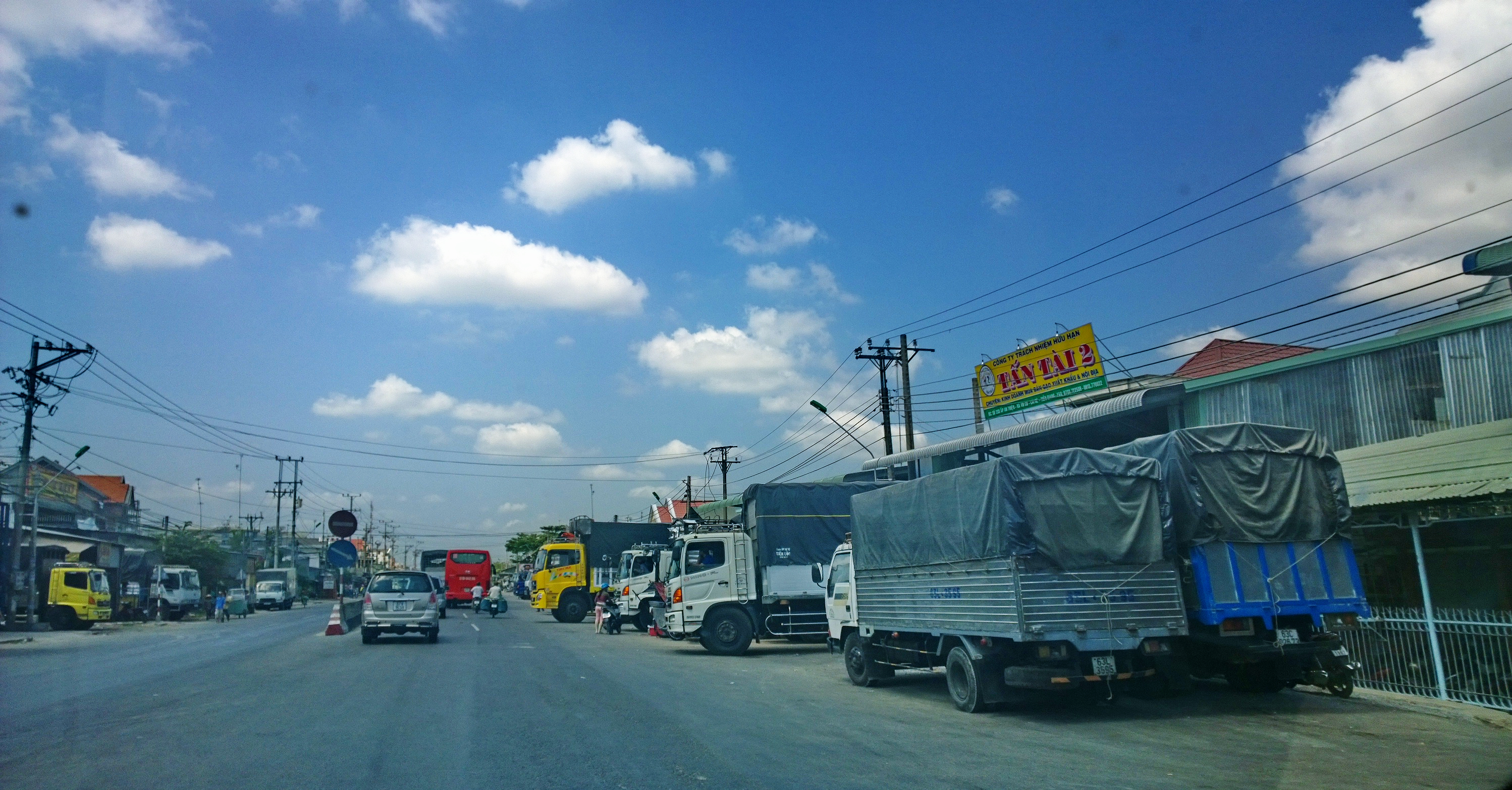
Doanh nghiệp Tấn Tài 2 tại tại ấp An Thiện cạnh Quốc lộ 1

Chợ hình thành vào khoảng năm 1985, do một số chủ nhà máy xay xát lúa ở thị trấn Cái Bè đến mở các nhà máy tại đây.
Đến những năm 1990, số lượng nhà máy ngày càng nhiều. Về sau, do ảnh hưởng của tro trấu, bị bặm nhiều nhà máy xay xát bị dời đi, nên còn lại chủ yếu là nhà máy lau bóng gạo, nhà kho và là nơi thu mua.
Khoảng từ năm 1994, nhà máy lau bóng gạo đầu tiên được xây dựng bởi doanh nhân Nguyễn Văn Thành.

## Mua bán

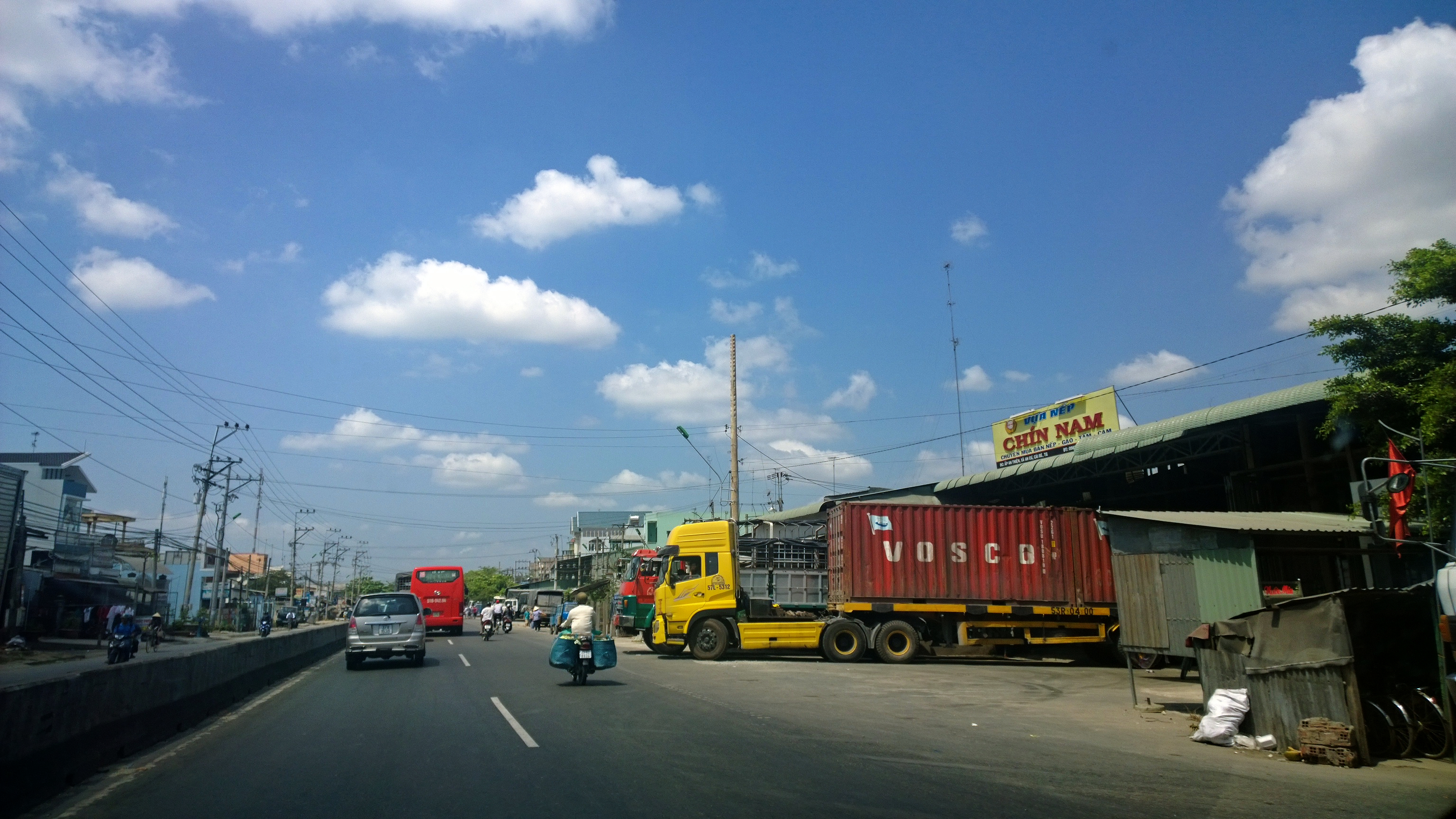
Vựa nếp Chín Nam tại ấp An Thiện cạnh Quốc lộ 1

Có đa dạng chủng loại gạo ở đây: gạo hạt dài, hạt tròn, gạo lức, tấm cám,...các giống là gạo Việt, gạo Campuchia, gạo Thái, gạo Đài Loan, gạo Nhật. Hàng hóa đa dạng để chọn lựa, dồi dào nên tập trung nhiều thương buôn. Mỗi ngày có từ 200 đến 300 xe tải các tỉnh về đây lấy hàng, cao điểm có thể gấp đôi. Các kênh, rạch, sông gần chợ là nơi tập trung đông đúc ghe, thuyền neo đậu để vận chuyển. Chợ hoạt động gần như xuyên suốt ngày đêm, thương lái khắp các tỉnh đến đây mua hàng.
Chợ gạo Bà Đắc là chợ gạo đầu mối lớn nhất vùng, chi phối tình hình mua bán lúa gạo toàn khu vực Đồng bằng Sông Cửu Long. Theo Phòng Kinh tế - Hạ tầng huyện Cái Bè thì chợ hiện có 120 doanh nghiệp kinh doanh thu mua, xay xát và lau bóng gạo.
Cụm công nghiệp An Thạnh 1 đang được đầu tư để tăng hiệu quả hoạt động khu chợ và di dời do chợ nằm sát Quốc lộ 1 thường xuyên gây ùn tắc giao thông. Bên cạnh tình trạng ùn tắc do xe tải xoay trở vào lấy hàng thì vấn nạn phổ biến là chở quá tải trọng thường xuyên diễn ra.